# 정치언어학
정치언어학(political linguistics)은 언어와 정치의 관계에 대한 연구이다. 언어가 국가의 기원이라고 주장한다. 그 이유는 인간이 언어적 의사소통을 할 때 매체를 사용하기 때문이다. 매체는 언어적 의사소통의 거리를 확장한다. 인간은 대규모로 서로 상호작용한다. 그들은 거대한 공동체를 형성한다. 이는 부족의 해체와 국가의 형성을 이끈다. 언어는 모든 면에서 국가의 성장에 역할을 한다. 언어는 국가의 형성, 국가의 통치, 국가 정신의 구축에 역할을 한다.  즉, 언어는 국가를 형성하는 수단으로 사용되며 정치적 목표를 달성하는 데 도움이 되는 다양한 방식으로 실행된다. 언어는 아주 많은 수의 사람들이 대규모로 서로 소통하여 국가가 형성되도록 한다. 언어가 의사소통의 기초를 형성하므로, 정치는 언어에 의해 영향을 받는다.
정치언어학은 하나의 성과이다. 대중이 정당에 대해 긍정적인 감정을 갖도록 하기 위해 정치가는 자신의 신뢰성을 독자에게 납득시키기 위해 성명서를 신중하게 작성한다. 이러한 정당들은 국가와 피통치자 간의 의사소통 시스템의 일부가 되어 의견과 권력에 영향을 미치는 데 도움을 준다. 따라서 정치언어학은 정치, 특히 연설과 캠페인에서 설득의 도구이다. 정치언어학을 연구할 때, 구호, 대중 매체, 토론 및 선전이 개인의 가치와 정체성을 설득하는 효과에 주의를 기울일 수 있다.
정치언어학, 사회언어학, 매체 언어학 사이에는 강한 연관성이 있다.
정치언어학은 언어 정치 또는 언어 정치와는 다르다. 이는 언어 자체의 정치를 의미한다. 언어는 국가, 문화 및 민족 정체성에 연결되어 있으므로, 언어가 사용되고 전파되는 방식은 정치적이며 정치적 이득을 위해 사용될 수 있다.

## 정치적 담론 내 전략
언어는 정치 영역과 불가분의 관계에 있다. 언어는 대중의 사고에 영향을 미치기 위한 전략으로 사용될 수 있다.
정치적 담론은 "대통령, 총리 및 기타 정부, 의회 또는 정당 구성원과 같은 전문 정치인 또는 정치 기관의 텍스트 및 대화로서, 지방, 국가 및 국제 수준 모두에서 이루어진다"는 것이다.
선전을 언급할 때, 히틀러는 모든 선전은 대중적이어야 하지만, 그 지적 내용은 최소한으로 유지되어야 한다고 언급했다. 대신, 그것은 감정에 호소해야 하며, 그 효과는 대중의 감정이 얼마나 이용되는지에 달려 있다.
이러한 방식으로, 사회 정체성 이론에 따르면, 언어는 내집단과 외집단을 생성함으로써 공동체를 분열시키는 데 사용될 수 있다. 또한, 언어는 상황의 심각성을 과장하거나 특정 인구 집단을 소외시키는 데 사용될 수 있다.

### 언어에 내재된 정치
언어는 전달해야 하는 것에서 본질적으로 다르며, 전달할 수 있는 것에서는 다르지 않다. 따라서 사람들은 청중이 전달하려는 의미를 해석할 것으로 예상하는 방식으로 발화를 전략적으로 생성할 것이다. 언어를 사용할 때, 심지어 생각 속에서도 어떤 개인도 청중을 찾을 것이고 그들로부터의 반응이 예상된다. 어빙 고프먼은 "사람이 아무리 사소하거나 평범한 진술이나 메시지를 자발적으로 내놓더라도, 그는 자신과 그가 말을 건네는 사람들을 묶고, 어떤 의미에서는 모든 현재의 사람들을 위험에 빠뜨린다. 말을 함으로써, 화자는 의도된 수신자가 듣지 않음으로써 그를 모욕하거나 그가 말한 것에 대해 주제넘거나, 어리석거나, 불쾌하게 생각할 가능성에 자신을 노출시킨다."고 믿는다. 발화가 이루어지거나 진술이 작성될 때, 청중으로부터의 반응이 유도되므로(의도적이든 아니든), 고프먼의 얼굴 이론에 따르면, 화자는 가장 유리한 반응을 얻기 위해 자신의 단어를 현명하게 선택할 것이다. "복수형의 공손한 사용은 부정적이고 긍정적인 얼굴 전략 모두로 볼 수 있다. 누군가에게 '당신과 당신의 것'으로 말하는 것은 화행의 힘을 말하는 사람으로부터 비껴가게 하여 덜 직접적이고 덜 위협적으로 만든다. 동시에, 그것은 마치 수신자의 '크기'를 증가시켜, 이 사람이 단순한 단수형으로 취급하기에는 너무 중요하다는 것을 암시한다."

### 의사소통 전략
체면 보호는 언어 선택에서도 나타날 수 있다. 우리는 대인 관계의 정치가 언어 기호에 어떻게 내재되어 있는지 관찰할 수 있다. 다른 언어는 다른 어휘와 구문을 가지고 있기 때문에, 사람들이 동시에 같은 것을 말하려고 할 때 다양한 의미가 나타난다.
예를 들어, "대인 관계는 영어에서처럼 예의를 갖춘 형태를 가진 다른 모든 유럽 언어에서 언어적으로 동일하게 수행되지 않는다." 프랑스어에서는 이러한 관계가 화자와 상대방 사이에서 tu 또는 vous라는 단어 선택을 통해 친밀함 또는 거리감을 나타낸다. 영어에서는 이러한 관계가 상대방을 이름이나 직함과 성으로 부르는 방식으로 수행될 수 있지만, 화자가 원한다면 일반적으로 피할 수 있다.
정치언어학 연구는 국제 협상을 분석할 때 특히 유용하다. 국제 협상은 언어 및 문화 장벽이 자주 발생하는 여러 요인으로 구성된 복잡한 사건이다. 번역가들은 번역 과정에서 뉘앙스와 세부 사항이 손실되지 않도록 하는 데 어려움을 겪는다. 2021년 3월, 중국 통역사 장징(張京)은 최소 10분 길이의 연설을 부드럽고 정확하게 통역할 수 있었던 후 명성을 얻었다. 그녀의 능력은 많은 네티즌들이 중국을 칭찬하게 만들었으며, "침착하고 침착하며 메시지를 정확하게 번역하고 전달할 수 있었고, 국가 외교팀의 우아함을 완전히 보여주었다"고 말했다. 어떤 의미에서 장징의 능력은 중국 외교팀의 질을 드러냈을 뿐만 아니라 정부에 대한 대중의 인식을 개선했다. 이는 정치언어학을 잘 이해하는 것이 얼마나 중요한지를 보여준다.
질문 구성은 특정 반응을 이끌어내기 위해 질문을 구성하는 것이다. 이는 상대방이 특정 방식으로 질문에 답하도록 유도할 수 있으므로 협상에서 특히 유용하다. 예를 들어, 미시간 대학교 사회 연구소는 인종 태도에서 질문 구성에 대해 조사했다. 이 프로젝트에 참여한 다양한 과학자들은 질문의 문구가 응답자가 특성을 개인에게 귀속시키는지 또는 그들의 인종 집단에 귀속시키는지에 큰 영향을 미친다는 것을 발견했다. 인종은 항상 정치의 한 요소였으며, 정치언어학을 사용하여 인종적 긴장을 완화하는 것이 정당에 의해 사용될 수 있다. 그들은 전반적인 문제보다는 개인의 성취를 강조하도록 구성된 질문을 사용할 수 있다.

## 정치언어학의 일반적인 표현

### 선전
선전의 형태를 띠는 정치적 조작의 두드러진 예는 많은 국가에서 볼 수 있다. 이는 정치 선거, 언론, 토론, 선전 포스터에서 찾아볼 수 있다.
선전 용어는 생각과 이해를 방해하기 위해 의식적으로 설계되었다. 예를 들어, 1940년대에는 홍보계에서 기존의 "자본주의"와 같은 서술적 용어 대신 "자유 기업"과 "자유 세계"와 같은 용어를 도입하기로 결정했다. 그 이유 중 일부는 권력을 가진 사람들이 헌신했던 통제, 지배, 침략 시스템이 사실 일종의 자유라는 것을 암시하기 위함일 수 있다. 히틀러는 모든 선전은 대중적이어야 하지만, 그 지적 내용은 최소한으로 유지되어야 한다고 언급했다. 대신, 그것은 감정에 호소해야 하며, 그 효과는 대중의 감정이 얼마나 이용되는지에 달려 있다.
제2차 세계 대전 중 독일에서는 나치당이 포스터를 사용하여 선전을 대대적으로 퍼뜨렸다. 이 포스터들은 대개 독일인들이 직면한 문제에 대해 유대인들을 비난하는 짧은 문구를 담고 있었지만, 그 주장에 대한 논리적인 설명은 제공하지 않았다. 이는 독일인들이 자신들의 경제 상황에 대해 가지고 있는 부정적인 감정을 이용하고, 그 비난을 유대인들에게 돌리는 것이다.

### 정치 전략의 예시

#### 싱가포르에서
2020년 싱가포르는 총선을 치렀다. 집권당인 인민행동당 (PAP)의 리셴룽 총리는 싱가포르 국민들에게 야당에 투표하지 말라고 경고했다. 그의 설명은 빈번한 정부 교체가 사람들이 원하는 사회 변화로 이어지지 않으며, 야당에 투표하는 것이 싱가포르에서도 그러한 상황을 초래할 수 있음을 암시했다. 대신, 이는 더 큰 불안정으로 이어질 수 있다고 했다. 그의 주장을 강조하기 위해 그는 유권자들이 빈번한 정권 교체 이후 정치적 합의가 무너진 다른 나라들에 주의를 기울여야 한다고 언급했다. 그는 또한 PAP가 국민들을 잘 섬겨왔고, 앞으로도 그렇게 할 것이라고 언급했다. 다른 나라의 정치적 불안정의 예와 PAP의 기여를 동시에 언급하여 유권자들에게 PAP에 투표하는 것이 가장 현명한 선택임을 설득한다. 왜냐하면 그들이 "정말로 원하는 것은 지역구와 타운 의회를 돌볼 PAP 국회의원, 그리고 싱가포르를 돌볼 PAP 정부"이기 때문이다.

#### 중화민국에서
중화민국에서 1940년대 후반 중국공산당에 국공 내전에서 패배한 후 대만으로 이동한 중국국민당은 이전에 중국 본토에서 사용하던 슬로건을 변경했다. 그 예로 반공주의와 러시아 이념에 맞서 싸우는 것을 장려하기 위해 사용되었던 슬로건인 "反共抗俄救同胞" (fǎngòng kàng'é jiùtóngbāo, 공산주의에 저항하고 러시아와 싸워 동포를 구하자)를 "反攻復國救同胞" (fǎngōng fùguó jiùtóngbāo, 반격하여 국가를 회복하고 동포를 구하자)로 변경하여 중국 공산주의자를 러시아의 동맹이자 한족의 반역자로 묘사하는 개념을 구축했다. 이 변경은 "fǎngòng, 공산주의에 저항하다"를 "fǎngōng, 반격하다"로, "kàng'é, 러시아와 싸우다"를 "fùguó, 국가를 회복하다"로 대체하면서 원래 슬로건의 일곱 글자를 유지했으므로 거의 노력이 필요하지 않았다.

#### 미국에서
조 바이든이 도널드 트럼프와의 정치적 싸움에서 내세운 캠페인 메시지는 대중의 태도에 호소하는 좋은 예시이다. 2020년 대통령 선거 운동 기간 중 도널드 트럼프를 상대로 소송이 제기되었는데, "2016년 캠페인과 재임 기간 내내 트럼프는 자신의 반대자들에게 폭력을 위협하고, 추종자들에게 폭력 행위를 저지르도록 독려하며, 백인 우월주의자와 극우 증오 단체를 포함한 추종자들의 폭력 행위를 용인했다"고 명시되어 있었다. 캠페인은 바이든의 기본적인 품위를 트럼프와 대조시키는 데 활용했다. 바이든은 미국 시민들에게 "국가의 영혼을 위한 싸움에 동참하라"고 촉구하며, 트럼프에 맞서 '올바른' 선택을 하도록 대중을 설득했고, "그가 백악관에서 8년을 지낸다면, 이 나라의 특성을 영원히 그리고 근본적으로 바꿀 것"이라고 말했다.

### 사회 운동
사회 운동은 정치언어학이 발현되는 곳이기도 하며, 특히 시위대가 정치적 변화를 추진할 때 그렇다. 마찬가지로, 일부 운동은 그들의 운동을 홍보하기 위한 간결한 캐치프레이즈를 목표로 한다.

#### 홍콩의우산 운동
2014년 홍콩의 사회 운동인 우산 운동의 명칭은 광둥어와 관화 사이의 말장난을 활용하는데, 이 두 언어는 발음과 어휘 규칙이 다르다. 관화 사용자가 "우산 운동"을 나타내는 광둥어 단어를 보면, 그들에게는 큰 의미가 없을 것이다. 대조적으로, 광둥어 사용자가 같은 단어를 보면, 그것은 "채터 로드 운동"과 문자 그대로 "우산 싸움 운동"을 모두 의미한다. 제목의 말장난의 중요성은 홍콩인들의 문화적 정체성에 결정적으로 내재된 그들의 독특한 언어의 방어뿐만 아니라 홍콩인들의 자율성 역사를 강조한다.

#### 태국의 민족주의 운동 시위
2020년 초, 학생 주도의 시위가 군부 지배 정부에 맞서 시작되었다. 이 시위는 푸미폰 아둔야뎃 국왕 서거 후 와치랄롱꼰 국왕이 즉위하면서 태국 왕실이 공개적으로 정치 문제에 개입하기 시작한 것에 대한 반발이었다. 이 학생 주도의 시위는 헝거 게임의 세 손가락 경례, 인기 일본 만화 방가방가 햄토리의 주제곡 변형 버전, 그리고 해리 포터의 "이름을 말해서는 안 될 그 사람"에 대한 언급과 같은 대중문화 요소를 활용했다. 이러한 대중문화의 사용은 태국 청년층의 모습, 그들과 그들의 국가의 미래를 반영하며, 그들 세대의 문화의 일부를 나타내는 것들을 활용하고 있음을 보여준다.

## 정치, 언어 및 사회
구조주의 및 후기 구조주의 이론가들을 포함한 다양한 이론가들이 언어와 지식 간의 연관성 및 그것이 정치에 미치는 영향에 대해 논의했다.
윌리엄 코놀리는 정치언어학을 두 가지 방식으로 요약한다. 첫째, 푸코의 관점에서 권력은 다른 사람의 선택을 정의하기 위해 행사하는 행위자의 소유물이 아니라, 주체나 인식론의 우위와 같은 특권적인 규범을 생산하고 유지하는 제도적 메커니즘에 내재된 일련의 압력이다. 반면 영미권 관점에서는 자아가 행위자이며, 규칙에 따라 행동을 의도적으로 형성하려는 의도를 형성할 수 있다.
후기 구조주의 이론가인 데리다와 푸코는 저작을 시작 활동이라기보다는 기능으로 본다. 정치언어학의 수행 이면의 의도는 단일 출처에서 나오는 것이 아니라, 언어와 담론적 관행의 유산과 같은 이 출처에 선행하는 출처에서도 나온다.
인간은 과거의 일을 현재와 연관시키려는 경향이 있다. 제1차 세계 대전의 의미론은 제2차 세계 대전 준비에 적용되었다. 우리는 제3차 세계 대전을 간절히 원하지 않음에도 불구하고 제2차 세계 대전의 의미론을 적용하여 준비하고 있는 것처럼 보인다. 의미는 사물과 사건에 대한 직접적인 경험보다는 다른 사람들(주로 대중 매체에서)이 함께 사용하는 다른 단어와의 연관성에 의해 부여된다.
지지하는 입장에서 찰스 라이트 밀스는 발화의 의미를 그것들이 수행하는 사회적 기능에서 찾는다. 그는 특정 개인이 특정 행위에 참여하는 이유를 알아내는 것이 아니라, 특정 시점에 사회에서 정당화되는 행동의 종류에 대한 정당성을 면밀히 조사해야 한다고 제안한다. J. G. A. 포칵도 밀스와 유사하게 말하며, "언어는 퇴적된 권력의 저장고이며, 언어-권력 관계를 이해하기 위해서는 개별 사용자의 의도보다는 화자의 입에서 나오는 것을 선행하는 관행과 개념의 유산에 초점을 맞춰야 한다"고 말한다. 그는 더 나아가 언어에 대한 저항은 "우리가 자신을 정의할 수 있는 방식을 재구성하고 따라서 우리가 행동할 수 있는 방식을 재구성하기 위해 언어를 재구성하는 것"을 의미한다고 덧붙였다.
모든 언어적 설명은 홍보해야 할 관점이나 달성해야 할 과제를 가지고 있다. 활동에 대한 중립적인 설명은 문법적 및 수사적 구조 때문에 기존 권력과 지배 구조를 해체하려는 뿌리 깊은 권위에 대한 암묵적인 정치적 주장과 정당성을 내포한다.
단어는 언급된 사물에 대한 독특한 표현이며, 이러한 표현은 상징적으로 조작될 수 있다. 단어의 의미는 독특한 의미론적 특징들의 동시적인 묶음으로 이해될 수 있다. 이러한 특징들은 물리적, 사회적 환경의 변화에 영향을 미치는 것으로 밝혀진 사물과 사건에 대한 다른 반응을 유도한다.
때때로, 우리가 언어 규칙을 깨뜨려야만 사물을 있는 그대로 더 정확하게 묘사하도록 언어를 강제할 수 있다. 예를 들어, 한 어린 소년이 중범죄로 기소되었을 때, 'Ah ain’t nevah done nothin’ to nobody nohow!'라고 외치는데, 그는 적어도 5중 부정을 저지른 것이지만, 그의 고귀한 인격에 대한 주장은 생생하게 전달되고 있다.
효과적인 은유 또한 의미론적 규칙을 최적으로 깨뜨린다. 기존의 어휘로는 불가능한 방식으로 언어를 현실에 연결한다. 윈스턴 처칠이 만들어낸 "철의 장막"이라는 표현은 의미론적 규칙이 아니더라도 화용론적 규칙을 깨뜨렸지만, 당시 냉전 상황에 대한 적절한 특징화를 확실히 제공했다.

### 사회 현실과의 대칭성
정치언어학은 대중의 사회적 현실과의 대칭성 때문에 매우 설득력이 있다. 이는 사람들에게 호소하고 힘을 실어주는 언어의 전략적 사용이다.
머레이 에델만은 "특정 계층의 사람들이 사용하는 언어는 돕는 전문가를 가능하게 하거나 힘을 실어주고 그들의 고객을 무능하게 만드는 일종의 정치적 현실을 구성한다"고 믿는다. 사용되는 언어가 사람들의 언어적 우주 내에 있기 때문에 그들의 권력이나 권위에 반대하기 어렵다. 케네스 버크는 나의 투쟁에 대한 자신의 서평에서 개별 용어보다는 수사적 구조에 초점을 맞춘다. 그는 대중의 태도에 대한 호소가 일반적인 담론적 관행과 따라서 일반화된 이해의 일부인 수사적 구조에 연결됨으로써 효과적임을 보여준다. 그는 나의 투쟁의 전략이 "교회 사상을 전유하는 것, 즉 경제적 문제와 인격적 문제를 연결하는 이미 확립된 대본을 이용하는 것"이라고 언급한다. 따라서 이는 유대인을 희생양으로 삼고 아리안족의 존엄성을 드높이며, 궁극적으로 지위의 원하는 움직임을 달성하기 위해 폭력을 정당화하는 토대를 마련한다.
프리드리히 니체는 사람들이 말하는 것을 탐구하는 것은 그들이 어떻게 자신의 세계를 구성하는지 배우는 것이라고 믿는다. "사람들의 거래 언어는 문법적으로나 수사적으로나 사람들을 정체성에 묶어두고 미리 결정된 가치를 가진 대상과 행동의 종류를 부여하는 일련의 고안품이다."

## 같이 보기
- 정치 커뮤니케이션